# Provincia di Ha Giang
Ha Giang (vietnamita: Hà Giang) è una provincia del Vietnam, della regione di Dong Bac. Si trova nell'area montuosa all'estremo nord del paese e costeggia per 270 chilometri il confine di stato con la provincia cinese dello Yunnan.
Occupa una superficie di 7.945,8 km² e ha una popolazione di 854.679 abitanti. La capitale provinciale è Hà Giang, situata sulla Autostrada 2 a circa 320 chilometri dalla capitale Hanoi. Il principale valico di frontiera si trova a Thanh Thủy, mentre esistono varchi minori a Phó Bảng, Xín Mần e Săm Pun. Ha Giang è una delle provincie più povere del Vietnam.

## Storia
La provincia è stata istituita inizialmente il 20 agosto 1891 durante il periodo coloniale francese, divenendo anche il centro di una zona militare di confine nel 1893. Nel 1959, dopo l'istituzione della Repubblica democratica del Vietnam la provincia venne sciolta, venendo quindi ristabilita nell'agosto 1991 su decisione dell'Assemblea nazionale. Il 27 settembre 2010 è stata istituita la città di Ha Giang, capoluogo della provincia.

## Geografia
La regione confina ad est con la provincia di Cao Bang, ad ovest con quelle di Yen Bai e Lao Cai, a sud con la provincia di Tuyen Quang e a nord con la Repubblica Popolare Cinese.

## Distretti
Amministrativamente, di questa provincia fanno parte una città (Hà Giang) e i distretti:
- Bắc Mê
- Bắc Quang
- Đồng Văn
- Hoàng Su Phì
- Mèo Vạc
- Quản Bạ
- Quang Bình
- Vị Xuyên
- Xín Mần
- Yên Minh